# ملعب باناثينايكو
ملعب باناثينايكو (بالإنجليزية: Panathenaic Stadium)‏  و (باليونانية: Παναθηναϊκό Στάδιο)‏ ويعرف أيضاً باسم كاليمارمارو هو ستاد متعدد الأغراض يقع في مدينة أثينا في اليونان. هو الاستاد الذي أقيم وافتتحت به أول دورة للألعاب الأولمبية في العالم في سنة 1896. تم بناء ملعب في موقعه الحالي كمضمار بسيط لسباق الخيل من قبل رجل الدولة الأثيني ليكورجوس سنة 330 ق.م في المقام الأول للألعاب الباناثينية. أعاد بناءه من الرخام القُنصل الروماني الأثيني هيرودس أتيكوس.
يستخدم في الغالب لرياضات ألعاب القوى، وهو الملعب الرئيسي الوحيد في العالم المصنوع بالكامل من الرخام الأبيض المستخرج من جبل بينتلي. كان الملعب في الأزمنة القديمة (سنوات ما قبل الميلاد) يستخدم لاستضافة ألعاب القوى وهي جزء من دورة ألعاب باناثينيك التي كانت تقام تكريمًا للإلهة اليونانية أثينا.

## تجديدات الملعب
كانت أول تجددة للملعب في عام 329 قبل الميلاد وكانت بإضافة الرخام لكامل مدرجات الملعب وتمت على يد (أرشون ليكورجوس)، ومن ثم في عام 140 ميلادي تمت التوسعة الثانية للملعب وهذه المرة كانت على يد (هيروديس أتيكوس) وتمثلت هذه التوسعة في رفع سعة الملعب إلى 000 50 متفرج وزاد من أبعاد مسار الجري إلى 204.07 متر طولاً و33.35 متر عرضًا.
وفي العصر الحديث تم عمل تجديدين للملعب، أولهما في عام 1895 وكان سبب التوسعة هو استضافة الملعب لأول دورة ألعاب أولمبية في العصر الحديث حيث تمت التوسعة بمساعدة مالية من جورج أفيروف، والذي يوجد له تمثال خارج الملعب وكان التصميم من المهندسين أناستاسيوس ميتاكساس وإرنست زيلير وشملت التوسعة رفع سعة الملعب لـ 000 60 متفرج يجلسون على ما يقارب 50 صفًّا من الرخام وتمت إضافة الصفوف الجديدة باستخدام رخام مستخرج من نفس الجبل الذي استخرج منه رخام الملعب الأصلي وهو مستخرج من جبل بينتلي. والتوسعة الثانية كانت في الفترة بين عامي 2000 و 2004 وتمثلت في رفع سعة الملعب لسعته الحالية وهي 000 80 متفرج.

## أهم الأحداث على الملعب
كان هذا الملعب هو الملعب الرئيسي في كل الدورات الأولمبية القديمة، ولذلك كان هو أفضل خيار ليكون أول ملعب يستضيف دورة الألعاب الأولمبية الحديثة، حيث استضاف النسخة الأولى من الألعاب الأولمبية الحديثة وذلك في العام 1896 والتي شهدت مشاركة أربع عشرة دولة هي (اليونان وأمريكا وبريطانيا و ألمانيا وفرنسا والدانمارك ووالنمسا واستراليا وبلغاريا وتشيلي والمجر وإيطاليا والسويد وسويسرا) واستمرت 9 أيامٍ فقط، من 6 أبريل إلى 15 أبريل.
واستضاف الملعب كذلك دورة الألعاب الأولمبية في نسخة عام 2004 والتي تمت بمشاركة 201 دولة بـ 625 10 رياضي في 301 نوعًا من 28 رياضة مختلفة  واستمرت لمدة ستة عشر يومًا من 13 أغسطس إلى 29 أغسطس ولكن لم يكن ملعب باناثينايك هو الملعب الرئيسي لهذه الدورة حيث كان مسرحها الرئيسي هو الملعب الأولمبي بأثينا، واقتصر دور ملعب باناثينايك على استضافة بعض سباقات ألعاب القوى واستضافة فعاليات الرماية واستضافة نهاية سباق الماراثون.

## استخدامات أخرى للملعب
يستخدم هذا الملعب لكونه ملعبًا تاريخيًا أيضًا في تكريم المتوفقين من الرياضيين اليونانيين وخاصة المنتخب اليوناني لكرة القدم الذي أحرز لقب بطولة كأس أمم أوروبا 2004 بتغلبه في المباراة النهائية على الدولة المستضيفة البرتغال بهدف نظيف.

## معرض صور

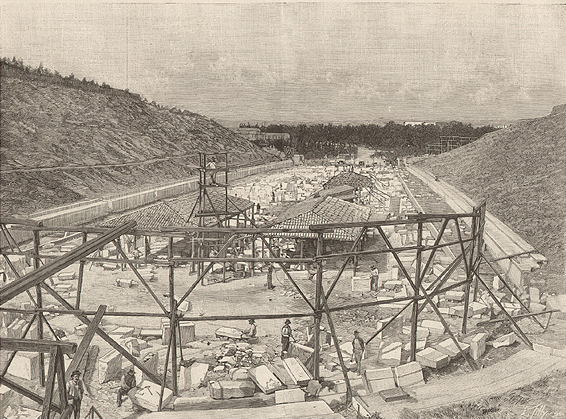
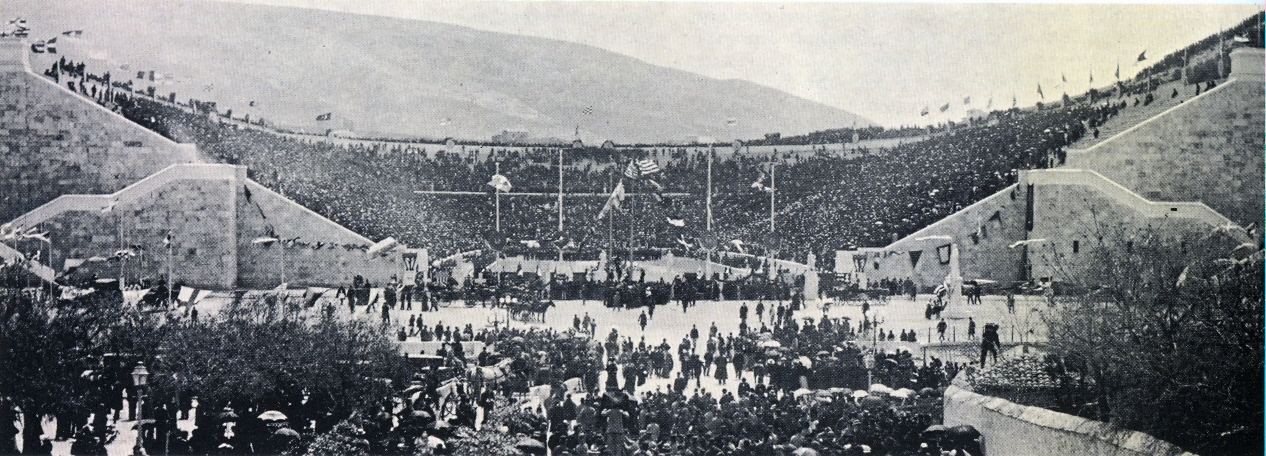
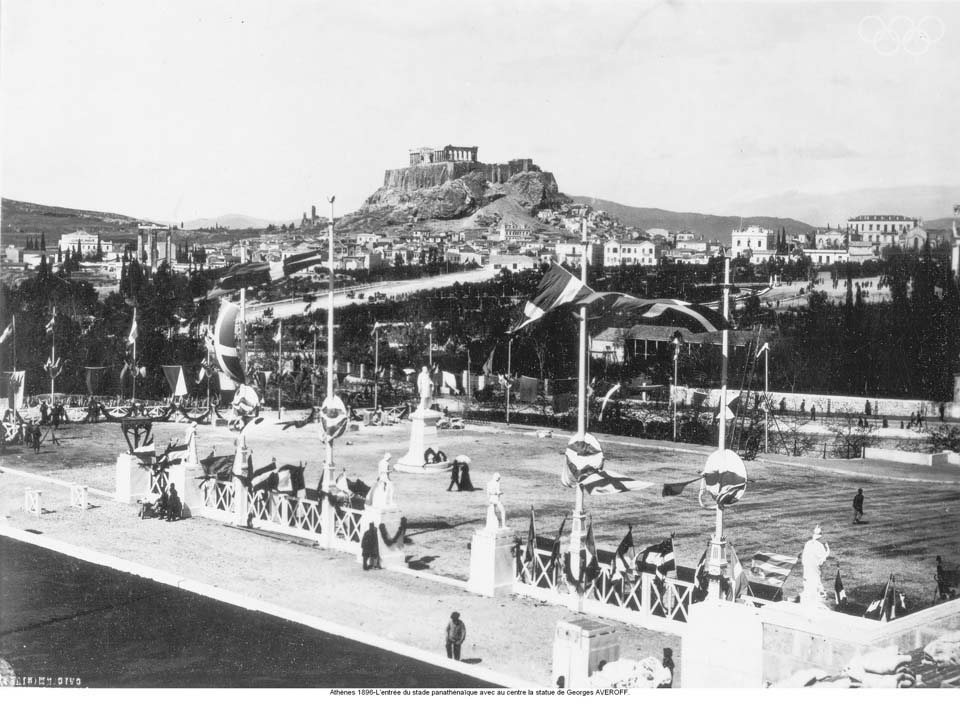